# Chepstow
Chepstow (wal. Cas-gwent) – miasto w południowo-wschodniej Walii, w hrabstwie Monmouthshire, położone na zachodnim brzegu rzeki Wye, wyznaczającej granicę walijsko-angielską, nieopodal jej ujścia do rzeki Severn. W 2011 roku miasto liczyło 12 350 mieszkańców.
Strategiczne położenie w dolinie Wye spowodowało, że już w czasach prehistorycznych w miejscu tym wzniesione zostały pierwsze fortyfikacje. W XII wieku zbudowany został normański zamek (Chepstow Castle), którego ruiny zachowały się do dziś. Miejscowość powstała wokół zamku w XIV-XV wieku, a w 1524 roku uzyskała prawa miejskie. Do czasów obecnych przetrwały fragmenty murów miejskich wraz z XVI-wieczną bramą. Do XIX wieku w Chepstow funkcjonował port. Na północ od miasta znajdują się ruiny klasztoru Tintern.